# Larry Young (lekkoatleta)
Lawrence Dean „Larry” Young (ur. 10 lutego 1943 w Independence w Missouri) – amerykański lekkoatleta chodziarz, dwukrotny medalista olimpijski, także rzeźbiarz.
Jako sportowiec największe sukcesy odnosił w chodzie na 50 kilometrów. Zwyciężył w tej konkurencji na igrzyskach panamerykańskich w 1967 w Winnipeg. Zdobył brązowy medal na tym dystansie na igrzyskach olimpijskich w 1968 w Meksyku, przegrywając jedynie z Christophem Höhne z Niemieckiej Republiki Demokratycznej i Antalem Kissem z Węgier.
Ponownie zwyciężył w chodzie na 50 kilometrów na igrzyskach panamerykańskich w 1971 w Cali. Na igrzyskach olimpijskich w 1972 w Monachium po raz drugi zdobył brązowy medal w tej konkurencji, za Berndem Kannenbergiem z Republiki Federalnej Niemiec i Wieniaminem Sołdatienko ze Związku Radzieckiego, przy czym przeszedł dystans o ponad pół godziny szybciej niż na igrzyskach w 1968. Zajął również 10. miejsce w chodzie na 20 kilometrów. Zdobył brązowy medal w chodzie na 20 kilometrów na igrzyskach panamerykańskich w 1975 w Meksyku.
Był mistrzem Stanów Zjednoczonych (AAU) w chodzie na 5000 metrów w 1971 i 1972, w chodzie na 10 kilometrów w 1972, w chodzie na 20 kilometrów w 1972  oraz w chodzie na 50 kilometrów w latach 1966–1968, 1971, 1972 i 1974–1977. 
Najlepsze wyniki:
- chód na 20 kilometrów – 1:30:10
- chód na 50 kilometrów – 4:00:46

Jest rzeźbiarzem tworzącym w metalu. Jego dzieła są eksponowane w mieście, w którym Young mieszka i tworzy – w Columbii w stanie Missouri.